# ガブデュッラ・テュカイ

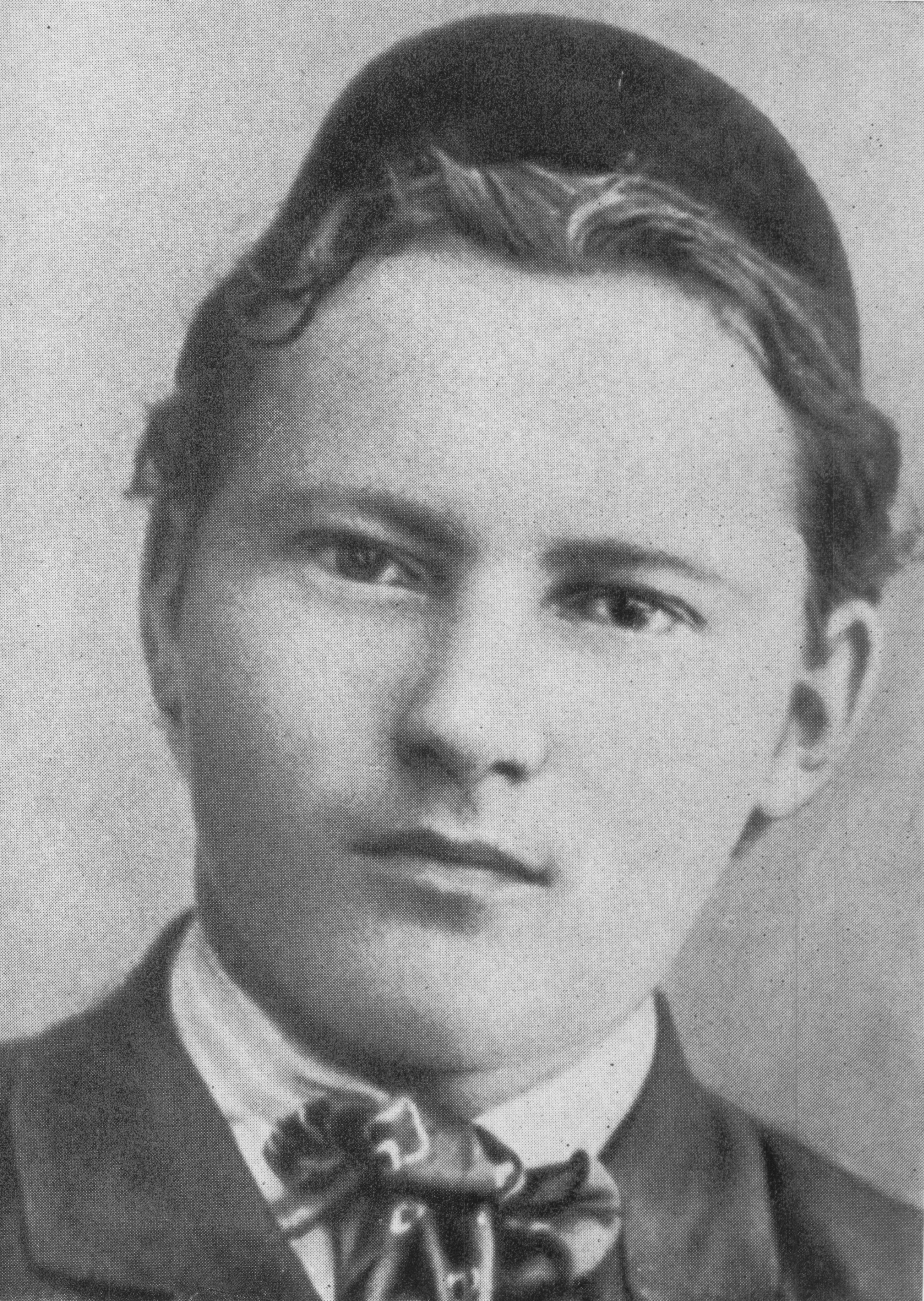
ガブドゥッラ・モハメットガリフ・トゥカイ

ガブドゥッラ・モハメットガリフ・トゥカイ （Gabdulla Mohammatgarif Tuqay タタール語: Ğabdulla Möxämmätğärif ulı Tuqay/Габдулла Мөхәммәтгариф улы Тукай、1886年4月26日、クシラウチ村　－　1913年4月15日、カザン）は、タタール人の歌聖、タタール文学の古典、文学の評論家、パブリシスト、新時代のタタール文学や文語のベースとなった内の一人。